# تل الحمة
تَلّ الحَمَّة أو تلّ الحمَّام هو تل أثري متوسط الحجم يقع في الضفة الغربية، على الحافة الجنوبية لوادي بيت شان. وقد تم التعرف عليها مع مدينة حماة الكنعانية، والتي ورد ذكرها في نقش مصري يعود إلى أواخر القرن الثالث عشر قبل الميلاد.

## علم أصول الكلمات
أعطى نبع الماء الساخن القريب الموقع اسمه، حيث أن الحمة هي كلمة عربية تعني "نبع ساخن"، وبالتالي فإن تل الحمة يعني "تل النبع الساخن".

## الجغرافيا
تل الحمة هو تلة عالية وشديدة الانحدار على شكل كلية تقع في المكان الذي يخرج منه الوادي الداخلي الصغير لوادي الحمة إلى الجزء الجنوبي من وادي بيت شان. سمح نبعان قريبان بالاستقرار على المدى الطويل؛ نبع جيد للمياه العذبة وآخر حراري. يقع الموقع على بعد حوالي 1.5 كيلومتر (0.93 ميل) إلى الشمال الغربي من مستوطنة محولا الإسرائيلية من نوع الموشاف، وعلى بعد حوالي 14 كيلومتر (8.7 ميل) جنوب بيت شان. تبلغ مساحة الموقع بالكامل 30 دونمًا (3 هكتارات)؛ ويرتفع التل حوالي 30 متر (98 قدم) من السهل المحيط بها، وتغطي قمتها مساحة 5 دونم (1.2 أكر).
يرتفع التل على الجانب الشرقي بالقرب من الطريق رقم 90، الذي يتبع وادي الأردن ويربط بيت شان بأريحا.

## تعريف
كان ويليام ف. ألبرايت أول من حدد تل الحمة مع مدينة حماة الكنعانية، المعروفة من لوحة تذكارية لسيتي الأول (حكم من عام 1290 إلى 1279 قبل الميلاد) تصف حملة عسكرية ساعد فيها الفرعون المصري تحالفًا بين باهل (بيلا) وحمة في قتالهم ضد بيت شال (بيت شان) ورحوب. وقد أصبح هذا التعريف مقبولاً على نطاق واسع الآن.

## المسوحات والحفريات
تم التنقيب في التل في عامي 1985 و1988 على يد جين كاهيل، التي أفادت بوجود طبقات من العصر الحديدي، أو القرنين الحادي عشر والسابع قبل الميلاد، مفصولة ببقايا حرائق كبيرة. كشفت إحدى الطبقات، التي يعود تاريخها إلى القرن التاسع أو ما بعده، عن مبنى حجري، في حين كانت الطبقات السابقة تحتوي فقط على الطوب اللبن. تشير التركيزات غير العادية لأوزان النول والمغازل من فترات مختلفة إلى أن المدينة حافظت على صناعة النسيج.
تشير الاكتشافات الفخارية من المسوحات المختلفة إلى العصر البرونزي الأوسط الثاني، والعصر البرونزي المتأخر الأول والثالث، والعصر الحديدي الأول والثاني، والفارسي، والروماني المبكر والمتأخر، والبيزنطي، والإسلامي المبكر.

## خربة الحِمّة
وتمتد الخربة الكبيرة (أطلال المدينة) غربًا وجنوبًا وشمالًا عند سفح التل. تحتوي على العديد من بقايا المدينة التي تأسست خلال العصر البيزنطي، والتي حلت على ما يبدو محل المدينة الأقدم من التل. توصل مسح أجري عام 1986 إلى وجود شظايا من العصر البيزنطي والعصر الإسلامي المبكر والعصور الوسطى بكميات متساوية نسبيًا.